# In My Dreams With You
| Críticas profissionais | Críticas profissionais |
| Avaliações da crítica  | Avaliações da crítica  |
| Fonte                  | Avaliação              |
| ---------------------- | ---------------------- |
| MyVideo                | [ 1 ]                  |
| Clipfish               | [ 2 ]                  |

In My Dreams with You é um single do guitarrista virtuoso estadunidense Steve Vai lançado em 1993 para promover o álbum Sex and Religion. A canção, que foi composta por Steve Vai, Desmond Child e Roger Greenawalt, alcançou a posição 36 da Billboard Mainstream Rock
Segundo o próprio Steve Vai, a letra de In My Dreams with You tem forte inspiração na canção Judy II, composta por Roger Greenawalt e interpretada por sua banda The Dark. Por isso seu nome também aparece nos créditos da canção.

## Créditos Musicais
- Steve Vai – Guitarra, Backing vocals
- Devin Townsend – Vocal principal
- T. M. Stevens – Baixo elétrico
- Terry Bozzio – Baterias
- Desmond Child - Backing vocals

## Videoclipe
O videoclipe foi gravado em Los Angeles em 1993 e mostra Vai tocando guitarra e cantando, e Devin Townsend cantando, ambos com imagens intercaladas com sequências sangrentas e agressivas. A curiosidade fica por conta de na bateria aparecer tocando Abe Laboriel Jr. e no baixo elétrico Scott Thunes, embora a versão do álbum tenha sido gravado pelo baterista Terry Bozzio e pelo baixista T. M. Stevens, que logo depois se desligaram da banda. O vídeo foi lançado sob o selo Sony e dura 4:07 minutos.

## Faixas

### Single dos EUA
| N.º | Título                               | Compositor(es)                              | Duração |  |
| 1.  | "In My Dreams with You (Radio Edit)" | Steve Vai, Desmond Child e Roger Greenawalt | 4:08    |  |
| 2.  | "In My Dreams with You"              | Steve Vai, Desmond Child e Roger Greenawalt | 5:00    |  |
| 3.  | "I Would Love To"                    | Steve Vai                                   | 3:40    |  |

### Single do Reino Unido
| N.º | Título                               | Compositor(es)                              | Duração |  |
| 1.  | "In My Dreams with You (Radio Edit)" | Steve Vai, Desmond Child e Roger Greenawalt | 4:08    |  |
| 2.  | "In My Dreams with You"              | Steve Vai, Desmond Child e Roger Greenawalt | 5:00    |  |
| 3.  | "I Would Love To"                    | Steve Vai                                   | 3:40    |  |

### Single da Europa
| N.º | Título                               | Compositor(es)                              | Duração |  |
| 1.  | "In My Dreams with You (Radio Edit)" | Steve Vai, Desmond Child e Roger Greenawalt | 4:08    |  |
| 2.  | "In My Dreams with You"              | Steve Vai, Desmond Child e Roger Greenawalt | 5:00    |  |
| 3.  | "I Would Love To"                    | Steve Vai                                   | 3:40    |  |
| 4.  | "Erotic Nightmares"                  | Steve Vai                                   | 4:13    |  |

### Single da Espanha
| N.º | Título                  | Compositor(es)                              | Duração |  |
| 1.  | "In My Dreams with You" | Steve Vai, Desmond Child e Roger Greenawalt | 5:00    |  |

## Desempenho nas Paradas Musicais
| Ano  | Canção                  | Parada Musical            | Posição |
| ---- | ----------------------- | ------------------------- | ------- |
| 1993 | "In My Dreams with You" | Billboard Mainstream Rock | 36      |